# Mean Old Man
Albums de Jerry Lee Lewis
Last Man Standing
(2006) Rock & Roll Time
(2014)
Mean Old Man est le 40e album de Jerry Lee Lewis, enregistré sous le label Verve Records et sorti le 7 septembre 2010. Comme le précédent album Last Man Standing, Mean Old Man propose des duos avec des artistes célèbres.

## Liste des chansons
1. Mean Old Man (avec Ronnie Wood) (2:46)
2. Rockin' My Life Away (avec Kid Rock & Slash) (2:16)
3. Dead Flowers (avec Mick Jagger) (3:52)
4. Middle Age Crazy (avec Tim McGraw & Jon Brion) (3:44)
5. You Can Have Her (avec Eric Clapton & James Burton) (2:37)
6. You Are My Sunshine (avec Sheryl Crow & Jon Brion) (3:35)
7. Hold You In My Heart" (avec Shelby Lynne) (2:41)
8. Swinging Doors (avec Merle Haggard & James Burton) (2:40)
9. Roll Over Beethoven (avec Ringo Starr, John Mayer, & Jon Brion) (2:45)
10. Sweet Virginia (avec Keith Richards) (3:50)
11. Railroad to Heaven (avec Solomon Burke) (3:55)
12. Bad Moon Rising (avec John Fogerty) (2:17)
13. Please Release Me (avec Gillian Welch) (3:39)
14. Whiskey River (avec Willie Nelson) (3:19)
15. I Really Don’t Want to Know (avec Gillian Welch) (3:03)
16. Sunday Morning Coming Down (5:07)
17. Will the Circle Be Unbroken (avec Mavis Staples, Robbie Robertson & Nils Lofgren) (3:48)
18. Miss the Mississippi and You (3:25)
19. Here Comes That Rainbow (avec Shelby Lynne) (2:06)

## Classements de l'album
| Chart                      | Classement position |
| -------------------------- | ------------------- |
| Albums Top 100 (Italie)    | 45                  |
| Albums Top 40 (Norvège)    | 39                  |
| Albums Top 100 (Espagne)   | 52                  |
| Albums Top 60 (Suède)      | 60                  |
| Billboard 200 (États-Unis) | 72                  |

## Source de la traduction
- (en) Cet article est partiellement ou en totalité issu de l’article de Wikipédia en anglais intitulé « Mean Old Man (album) » (voir la liste des auteurs).